# 毛唇鼠尾草
毛唇鼠尾草（学名：Salvia pogonochila）是唇形科鼠尾草属的植物，是中国的特有植物。分布在中国大陆的四川等地，生长于海拔3,800米的地区，见于高山草地，目前已由人工引种栽培。